# Bolvașnița
Bolvașnița è un comune della Romania di 1490 abitanti, ubicato nel distretto di Caraș-Severin, nella regione storica del Banato.
Il comune è formato dall'unione di 2 villaggi: Bolvașnița e Vârciorova.